# Skivstång

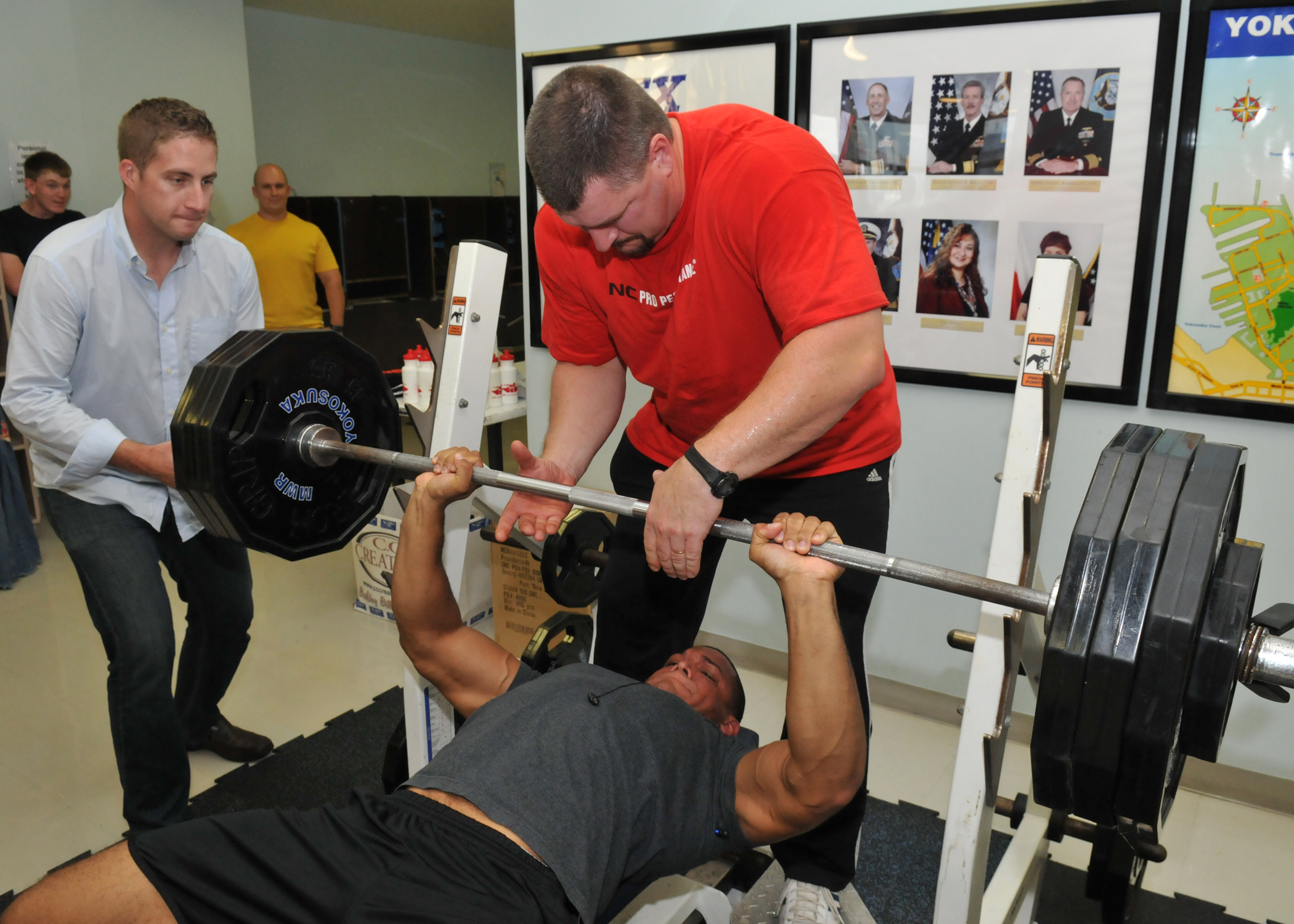
Bänkpress med skivstång.

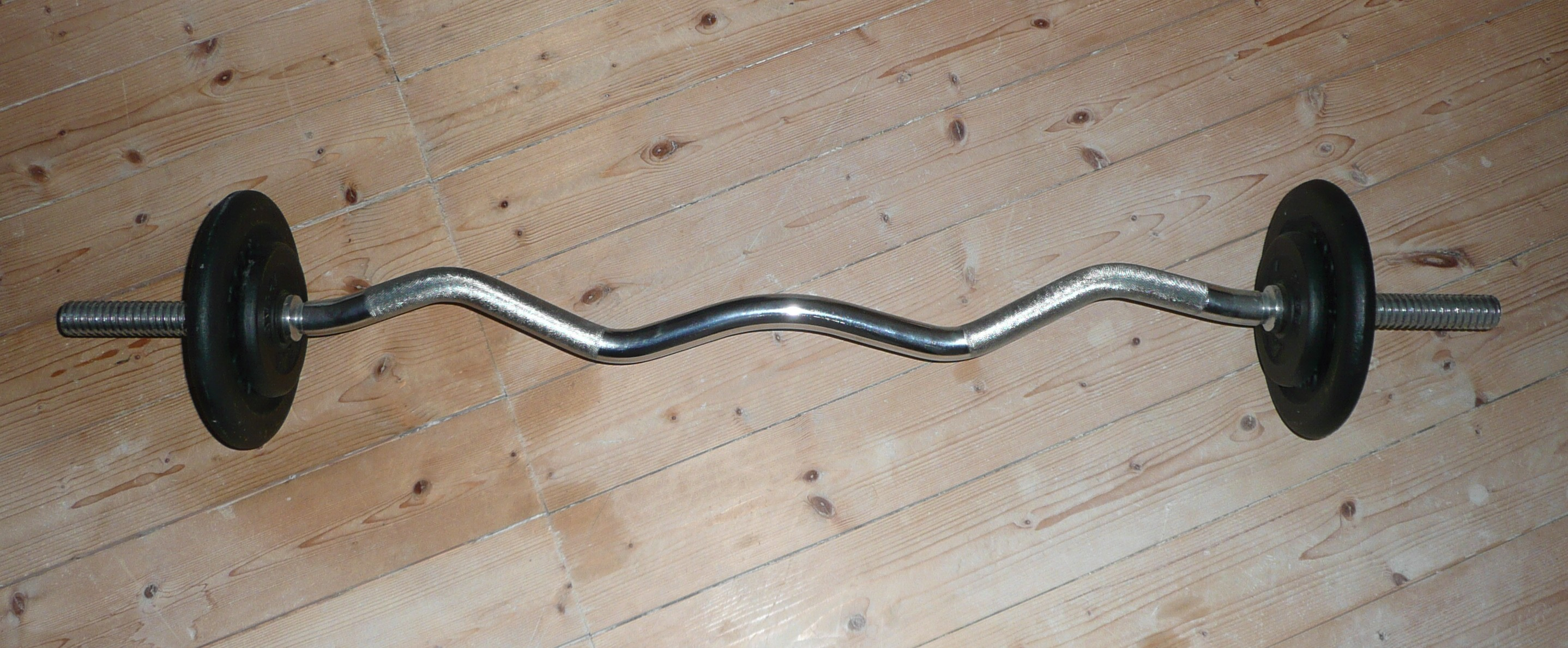
En curlstång, även känd som EZ-stång.

En skivstång är en cirka 200 centimeter lång stålstång på vars båda ändar runda skivor med olika vikt kan sättas fast. Skivstång används som redskap vid styrkelyft, tyngdlyftning och styrketräning. Skivstången används för träning av en mängd muskelgrupper som bröst, armar, rygg och ben. 
Skivstänger finns i ett antal utföranden, några varianter är skolstång, tävlingsstång och EZ-stång (eller curlstång). En tävlingsstång för herrar väger utan vikter 20 kg och har man dessutom de låsanordningar som används inom tävlingssammanhang så ökar vikten till 25 kg. En skolstång väger 10 kg utan vikter och en EZ-stång 12,5 kg. Det som skiljer dessa åt är att till tävlingsstången används vikter med 50 mm hål i för att passa de kullagrade hållarna på stången och längden är 2,2 m. En skolstång har i princip samma mått hela vägen, 25 mm i diameter (28 mm hos tävlingsstången), och används mer i amatörsammanhang. EZ-stången är en tillbockad stång som mer liknar ett dubbel-V (W) och används endast i träningssammanhang som exempelvis styrketräning. Den är tillbockad för att erhålla en skonsammare vinkel på handled vid träning.

## Skivstång för tyngdlyftning
En godkänd tyngdlyftningsstång för herrklass är 2,2 m lång med en greppdiameter om 2,8 cm och en vikt av 20 kg. För damklass är skivstången 2,01 m lång med en greppdiameter på 2,5 cm och en vikt av 15 kg. Stången ska ha lättrullande kullager för att stången ska kunna snurras lätt vid utförande av de explosiva, "rullande" lyften ryck och stöt. Stången har både räfflat område (lättring) där man greppar och slät yta där stången ska glida mot benen. Vid tävling används, förutom vikter, två stycken viktlås som väger 2,5 kg styck.

## Skivstång för styrkelyft
En godkänd Styrkelyftstång för damer och herrar är 2,2 m lång med en greppdiameter på max 2,9 cm och en vikt av 20 kg. Stången har trögrullande kullager för att stången ska ligga still och inte rulla i lyften som inte kräver en lättrullande stång. Stången har både räfflat område (lättring) där man greppar och slät yta där stången ska glida mot benen. Vid tävling används, förutom vikter, två stycken viktlås (klovar) som väger 2,5 kg styck.